# 矢本站
矢本站（日语：／ Yamoto eki */?）是一位於日本東松島市，隸屬於東日本旅客鐵道（JR東日本）的鐵路車站。現時隷屬於仙石線及仙石東北線，因是東松島市的中心車站，屬於直營站，並管理附近仙石線的多個車站。一直以來都是仙石線內其中一個主要車站，所有等級的列車都會停站，2011年受東北地方太平洋沖地震所影響，車站結構雖然未有受到太大影響，但受到其他車站的損壞所影響，列車服務一度停駛，同年7月起恢復至石卷站的區間服務，並改用氣動車行駛及暫作為區間終點站，並且作為接駁至松島海岸站的臨時接駁巴士終點站。
車站是前往航空自衛隊松島基地的主要下車站，每年的航空祭都吸引不少搭客前來，車站方面都會加派人手協助。

## 車站結構
設有島式月台1座，可提供1線2面的配置。

### 月台配置
| 月台 | 路線                        | 方向 | 目的地                     |
| ---- | --------------------------- | ---- | -------------------------- |
| 1    | ■仙石線                     | 上行 | 松島海岸、仙台、青葉通方向 |
| 1    | ■仙石東北線                 | 上行 | 高城町、鹽釜、仙台方向     |
| 2    | ■仙石線 （包括■仙石東北線） | 下行 | 石卷方向                   |
| 2    | ■仙石線                     | 上行 | 松島海岸、仙台、青葉通方向 |
| 2    | ■仙石東北線                 | 上行 | 高城町、鹽釜、仙台方向     |

## 使用情況
| 乗車人員推算 | 乗車人員推算     |
| 年度         | 每日平均乘客人數 |
| ------------ | ---------------- |
| 2000         | 1,391            |
| 2001         | 1,363            |
| 2002         | 1,361            |
| 2003         | 1,322            |
| 2004         | 1,282            |
| 2005         | 1,256            |
| 2006         | 1,208            |
| 2007         | 1,168            |
| 2008         | 1,125            |
| 2009         | 1,069            |
| 2010         | 1,020            |
| 2011         | 未有統計         |
| 2012         | 777              |
| 2013         | 806              |

## 相鄰車站
東日本旅客鐵道
■仙石線（包括■■仙石東北線）
□特別快速
高城町－矢本－石卷
■快速（紅快速）、■快速（綠快速）
陸前小野－矢本－陸前赤井
■普通
鹿妻－矢本－東矢本

## 外部連結
- JR東日本矢本站官方網頁 （页面存档备份，存于） （日語）